# Færvik
Færvik is een klein dorp op het eiland Tromøy in de fylke Agder in het zuiden van Noorwegen. De plaats was tot 1992 de hoofdplaats van de gemeente Tromøy die in dat jaar bij Arendal werd gevoegd.  Het dorp heeft een houten kerk uit 1884.